# Paratviden
Paratviden er den viden en person har, som giver ham eller hende evnen til at besvare eller løse forskellige spørgsmål og opgaver uden nogen form for hjælpemidler.
Som studerende er pensum kravet til den studerendes paratviden, og det er op til den studerende selv at huske og forstå de ting, der er fastsat i pensummet. 
Alt efter niveauet på uddannelsessted- og trin udvikles ens paratviden i flere forskellige retninger.
Ordet "paratviden" kan også defineres som den viden, en person har indenfor almen viden, det som "alle" bør eller menes at kunne vide om generelle, alment kendte emner, såsom indenfor politik, matematik, tv-programmer, nyheder, de kendte, kultur, logik, sport, sprog, biologi, medicin, astronomi, osv.